# Plongeon
Der Plongeon ist ein kleiner Fluss in Frankreich, der im Département Loire-Atlantique in der Region Pays de la Loire verläuft. Er entspringt unter dem Namen Ruisseau du Breil de l’Aune à la Piclotais beim Weiler Le Latais im südöstlichen Gemeindegebiet von Fay-de-Bretagne, entwässert generell Richtung Nordnordost und mündet nach rund 19 Kilometern im Gemeindegebiet von Blain als linker Nebenfluss in den Isac.

## Orte am Fluss
(Reihenfolge in Fließrichtung)
- Le Chène des Perrières, Gemeinde Notre-Dame-des-Landes
- La Rivière des Landes, Gemeinde Fay-de-Bretagne
- La Coindière, Gemeinde Héric
- La Houssaie, Gemeinde Blain